# Aufstand von Treblinka

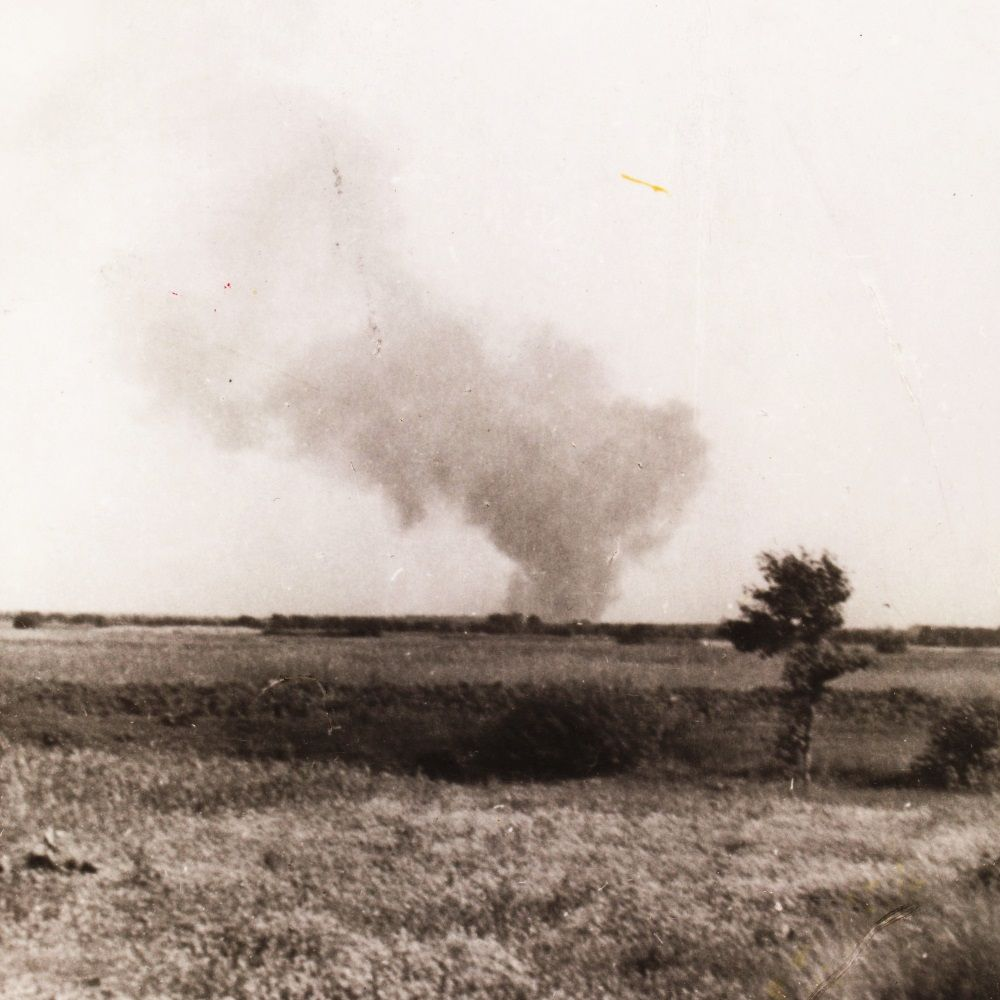
Rauchschwaden über dem brennenden Treblinka II während des Aufstandes (1943)

Der Aufstand von Treblinka fand am 2. August 1943 im Vernichtungslager Treblinka statt. Er erfolgte nach monatelanger Planung, Häftlinge nannten ihn Aktion H. Im Verlauf des Aufstands kamen zahlreiche Häftlinge zu Tode. Es wurden zwar Gebäude beschädigt oder zerstört, die gemauerten Gaskammern jedoch nicht. Nach dem Ende des Aufstands ermordete die SS noch 8000 Häftlinge aus zwei Transporten in den Gaskammern. Nach dem 21. August 1943 gab die SS das Lager auf, riss Gebäude ab und legte zur Vertuschung der Verbrechen einen Bauernhof auf dem Gelände an.
Der Aufstand von Treblinka war der erste bewaffnete Aufstand in einem NS-Vernichtungslager. Ein zweiter Massenaufstand, der Aufstand von Sobibór, fand am 14. Oktober 1943 statt.

## Organisationskomitee
Die führenden Mitglieder des Aufstands waren Arbeitshäftlinge mit zentralen Aufgaben im Vernichtungslager, die sich in einem Organisationskomitee organisiert hatten. Das ursprüngliche Komitee zur Vorbereitung des Aufstands bestand aus: Julian Chorążycki, einem ehemaligen Hauptmann der polnischen Armee; Ze'ew Korland, dem Kapo der als „Lazarett“ bezeichneten und getarnten Erschießungsstelle im Lager, Želomir „Želo“ Bloch, einem Leutnant der tschechoslowakischen Armee, Israel Sudowicz, einem Landwirt aus Warschau, und Władysław Salzberg, einem Schneider aus Kielce.
Bloch sollte die militärischen Details planen und Chorążycki die Waffen beschaffen. Der Plan war, die ukrainischen Wachsoldaten, die der SS unterstellt waren, zur Beschaffung von Waffen zu bestechen. Chorążycki beschaffte die Geldmittel, was nicht besonders schwierig war, da die Arbeitshäftlinge Geld und Wertgegenstände aus den Kleidern der ermordeten Juden des Warschauer Ghettos im Auftrag der SS zu entnehmen hatten. Die SS erfuhr, dass Chorążycki große Geldbestände verwahrte, und nahm an, dass er flüchten wollte. Während einer kämpferischen Auseinandersetzung mit dem stellvertretenden Lagerleiter Kurt Franz im Verlauf seiner Festnahme nahm Chorążycki Gift zu sich und verstarb. Die SS versetzte Bloch noch vor dem Aufstand in der zweiten Hälfte des März 1943 auf einen anderen Posten im Lager, der seine Einflussmöglichkeiten stark einschränkte, und der Tscheche Rudolf Masarek übernahm dessen Aufgabe. Aufgrund dieser Gegebenheiten wurde Benjamin Rakowski zum Lagerältesten und ins Organisationskomitee aufgenommen.
August Miete erschoss ihn auf Befehl von Otto Stadie im April 1943 oder Anfang Mai 1943, da die SS bei ihm Gold und Geld gefunden hatte.
Jacob Wiernik, der Lagertischler, hatte den Auftrag, die Verbindung zwischen oberem und unterem Lager zu halten. Es gibt weitere Komiteemitglieder, deren Aufgaben sich nach heutigem Kenntnisstand nicht mit letzter Sicherheit zuordnen lassen, z. B. Alfred Freidman und Samuel Rajzman.

## Ablauf

### Vorbereitungen
Ein erster Aufstand war bereits im Frühjahr 1943 geplant worden, als die Häftlinge nachlassende Transporte registrierten und ihnen bewusst wurde, dass auch sie liquidiert werden sollten. Da Fleckfieber im Lager ausbrach und zahlreiche Häftlinge erkrankten und starben, konnten die Planungen nicht in die Tat umgesetzt werden. Nachlassende Transporte aus dem Warschauer Ghetto, Niederlagen der Wehrmacht in Afrika, an der Ostfront und die Truppenlandungen der Alliierten in Italien bestärkten jedoch die Überlegungen zum Aufstand.
Die ursprünglichen Planungen des Organisationskomitees gingen davon aus, dass lediglich 10 bis 15 Personen in die Pläne eingeweiht werden sollten. Dies änderte sich und die Häftlinge bildeten Gruppen. Im April 1943 beschlossen sie, Waffen aus dem Depot der SS zu beschaffen.
Im Frühjahr ließ die SS Räumlichkeiten für das SS-Personal errichten, von denen aus ein Zugang zum Munitionsdepot bestand. Zugang zur SS-Baracke hatten jene jungen Juden, die die SS zur Reinigung ihrer Räume einsetzte. Unter ihnen befand sich der Ziehharmonika spielende Knabe Edek. Die Häftlinge, die in der Werkstatt als Schlosser arbeiteten, hatten vom Depotschloss einen Zweitschlüssel angefertigt. Die Jungen führten den Auftrag des Organisationskomitees zur Entwendung von zwei im Depot befindlichen Kisten mit Handgranaten aus. Danach stellten sie fest, dass die Zünder an den Handgranaten fehlten, und konnten die Kisten zunächst wieder unbemerkt zurückbringen. Wie die Häftlinge an die Zünder herankamen, ist nicht dokumentiert. Die Kisten mit den Handgranaten waren von besonderer Bedeutung, weil die Explosion einer Handgranate den Beginn des Aufstands um 16.00 Uhr zu signalisieren hatte. Für die Flucht nach der Zerstörung des Lagers verschafften sich die Aufständischen im Vorfeld eigenständig Geldmittel.

### Aufstand
An dem Tag, als sich vier SS- und 16 ukrainische Wachsoldaten wegen der an diesem Tage herrschenden großen Hitze zum Baden im Bug außerhalb des Lagers befanden, gab das Organisationskomitee am 2. August 1943 um 16 Uhr das Signal zum Aufstand. Am Aufstand beteiligten sich 400 jüdische Häftlinge aus beiden Lagern, darunter auch einige Frauen. Mit einem nachgebauten Schlüssel verschafften sie sich Zugang zum Waffendepot und schossen dabei auf den SS-Mann Kurt Küttner. Die Häftlinge griffen mit Hilfe von Gewehren, Pistolen, Handgranaten und anderen Waffen die im Lager verbliebenen ukrainischen und deutschen Wachmänner an. Die ukrainischen Wachsoldaten, die von ihren Wachtürmen aus das Lager überwachten, sollten entsprechend der Planung mit Geld und Goldübergaben davon abgehalten werden, auf die Häftlinge zu schießen. Diese bekämpften allerdings – entgegen den Erwartungen der Aufständischen – von den Wachtürmen aus mit Maschinengewehren den Aufstand. Die Aufständischen besaßen zu Beginn des Aufstands sechs Schusswaffen (fünf Gewehre und eine Pistole), ferner zwei Kisten mit maximal 30 Handgranaten und mit Benzin gefüllte Flaschen (Molotow-Cocktails). Der Häftling Standa Lichtblau hatte als Automechaniker des SS-Fuhrparks Benzin beschafft. Die Häftlinge sollten das SS-Wachpersonal eliminieren und sich anschließend mit dessen Waffen ausrüsten. Die Trawniki-Männer feuerten daraufhin auf die Häftlinge. In den bewaffneten Auseinandersetzungen wurde ein Trawniki-Mann erschossen.
Im Verlauf des Aufstands wurden zahlreiche Aufständische getötet, dennoch gelang es 200 bis 250 Häftlingen, aus dem Lager zu flüchten.
Die Häftlinge konnten bei ihrem Aufstand zahlreiche Gebäude sowie den Benzintank in Brand stecken und vernichten. Die gemauerten Gaskammern blieben jedoch unbeschädigt.

## Folgen
Die SS verfolgte die geflohenen Häftlinge und erschoss viele von ihnen auf der Flucht oder brachte sie zurück ins Lager und exekutierte sie mit den dort gefangenen Kämpfern. 100 Häftlinge, die sich nicht am Aufstand beteiligt hatten, zurückgeblieben waren oder die Strafmaßnahmen überlebt hatten, deportierte die SS ins Vernichtungslager Sobibor.
Nach dem Aufstand wurden am 21. August 1943 noch die Häftlinge aus zwei Zügen vergast. Danach ließ die SS das Lager abbauen. Nach neuestem Kenntnisstand sind lediglich die Namen „von etwas mehr als 60 Überlebenden des Vernichtungslagers bekannt“.
Als einziger Überlebender des Organisationskomitees kam Wiernik bis nach Warschau. Er nahm Kontakt zur Żegota auf, einer polnischen Untergrundorganisation mit dem Zweck, Juden zu helfen. Mit deren Hilfe druckte er im Jahre 1944 2.000 Exemplare des Berichts Rok w Treblince (Ein Jahr in Treblinka). Mittels eines Kuriers gelangte der Bericht als Mikrofilm nach London und erschien während des Krieges auf Jiddisch und Englisch. So verbreiteten sich Nachrichten über den Aufstand von Treblinka auch im Ausland.